# Rząd Franza Pillersdorfa
Rząd Franza Pillersdorfa – rząd rządzący Cesarstwem Austriackim od maja do 8 lipca 1848, w czasie Wiosny Ludów.
Premierem rządu i ministrem spraw zagranicznych był Franz von Pillersdorf. 